# Kingpin: Life of Crime
Kingpin: Life of Crime é um shooter em primeira pessoa desenvolvido pela Xatrix Entertainment e publicado pela Interplay Entertainment, 1999. O jogo começa com o personagem do jogador ferido por ter sido espancado pelos associados do chefão do crime, O Kingpin, e a história segue a sua sede de vingança. Lançado logo após o Massacre de Columbine, o jogo atraiu polêmica e foi descartado pelas lojas. Apesar ter recebido moderada a aclamação da crítica. o jogo foi portado para Linux.

## Enredo
Situado em um período quase-retrô, Kingpin é uma mistura de art déco de 1930 com a tecnologia moderna. Muitas invenções são mostradas através de prisma estilo art déco de design, como helicópteros e redes de monotrilho. A situação é descrita no manual do jogo como um "passado que nunca aconteceu".
A cidade e o mundo de Kingpin giram em torno de crime e criminosos. O jogo começa na mais desolada e carente região da cidade, Skidrow, uma distopia onde a população é composta inteiramente de elementos criminosos, prostitutas, e mendigos. O jogador é deixado depois de ser espancado por alguns bandidos a mando de Nikki Blanco, um dos barões da droga. Por algum motivo não explicado no jogo, Nikki Blanco quer o jogador fora de seu território, e o espancamento é um aviso de que se ele retornar, acontecerá algo pior.
Kingpin é um jogo sobre vingança. Pegando um pedaço de cano como arma improvisada e inicia assim sua busca por vingança através de várias áreas da cidade: fábricas de produtos químicos, usinas de aço, estacionamento de trens, e, no fim, para a Radio City, o quartel-general do Kingpin.
O jogo foi influenciado pelos filmes Pulp Fiction e The Big Lebowski, que possuem muitos diálogos e personagens que se assemelham em ambos os filmes. Alguns exemplos primários seriam o principal antagonista de "Kingpin", fortemente inspirado no Marsellus Wallace, personagem de Pulp Fiction. O chefe conhecido como "Jesus" tem o mesmo nome e personalidade do campeão de boliche do filme The Big Lebowski. Além disso, em muitos diálogos tu ouvirás "Forget about it huh", que é outra linha direta do filme The Big Lebowski e muitas mulheres citam frases de Jules de Pulp Fiction "That's cool and the gang!".

## Jogabilidade
A jogabilidade em Kingpin, era o menos importante em relação aos diálogos e representações gráficas de violência. Uma ideia incorporada no jogo foi a da área específica de danos: um tiro na cabeça faz mais dano do que um tiro na perna. Para complementar isso, cada personagem do jogo tem também uma pele deformável, o que indica quão mal ele estava. Personagens que sangram deixam uma trilha de sangue, tornando fácil segui-los. Em vez de ter uma armadura universal, o jogador, tem três tipos diferentes: capacetes, coletes e perneiras, com valores separados para cada uma.
Outra característica inovadora do jogo é a modificação nas armas. Várias modificações podem ser feitas nas armas do jogo. A pistola, por exemplo, pode ser modificada para aumentar o seu poder de fogo, entre outras coisas.
O jogador pode interagir com personagens e escolher entre respostas positivas ou negativas. Isso pode levar a diversos resultados, tais como coleta de novas informações, contratação de membros da gangue, ou provocar um inimigo e ser atacado. A resposta para o jogador também leva em conta se o jogador arma está em punho ou não. Algumas áreas, tais como bares e clubes, que são pontos centrais em alguns capítulos, forçam o jogador a guardar sua arma. Em alguns casos é necessário que o jogador contrate um capanga para que a Inteligência Artificial seja usada por uma habilidade específica.
Outra novidade é a introdução do dinheiro. Inimigos derrotados podem ser revistados procurando por dinheiro, que pode ser usado para compra de armas e munições na Pawn-O-Matic, uma loja encontrada em cada capítulo, exceto no capítulo cinco. Dinheiro também pode ser utilizado para a contratação de membros de gangues.

## Trilha sonora
A trilha sonora de Kingpin foi fornecida pelo grupo de rap Cypress Hill, e contou com três faixas de seu álbum IV.
Estas foram: 16 Men Till There's No Men Left, Checkmate e Lightning Strikes.
Juntamente com as versões completas destas faixas, versões instrumentais com os vocais removidos foram usadas como faixas de apoio. Cypress Hill também forneceu algumas das vozes para o jogo.
Na versão britânica um álbum do Ministry of Sound foi incluído gratuitamente no jogo.

## Legado
Kingpin seria o último jogo da Xatrix; no dia em que o Kingpin foi lançado, a Xatrix Entertainment deixou de existir. Muitos de sua equipe se juntaram e mais tarde para criaram o Gray Matter Interactive Studio.Uma continuação de Kingpin estava sendo produzida pela Interplay em 2004 para PC e Xbox e seria lançada em 2005. Porém a sequela foi cancelada.